# Alfons Messerschmitt
Alfons Messerschmitt (* 10. Juni 1943 in Ludwigshafen am Rhein; † 14. Dezember 2022) war ein deutscher Sportschütze. 

## Biografie
Alfons Messerschmitt nahm an den Olympischen Sommerspielen 1988 in Seoul teil. Über 10 m Luftpistole belegte er den 18. und über 50 m mit der Freien Pistole den 23. Platz. Nach seiner Karriere war er Bundesligatrainer bei der Schützengilde Ludwigsburg.